# Parijs-Nice 2011
De etappekoers Parijs-Nice 2011 was de 69e editie van deze koers die werd verreden van 6 tot en met 13 maart. De koers werd georganiseerd door de ASO en maakte deel uit van de UCI World Tour 2011. Het eindklassement werd gewonnen door de Duitser Tony Martin.

## Deelnemende ploegen
Er worden voor deze koers vier wildcards uitgereikt. Alle vier voor Franse ploegen. De ploegen uit de UCI World Tour hebben automatisch startrecht.
| 18 UCI World Tour-ploegen | 18 UCI World Tour-ploegen | 18 UCI World Tour-ploegen | 4 wildcards                 |
| ------------------------- | ------------------------- | ------------------------- | --------------------------- |
| AG2R-La Mondiale          | Team Katjoesja            | Quick Step                | Team Europcar               |
| Pro Team Astana           | Lampre-ISD                | Rabobank                  | Cofidis, le crédit en ligne |
| BMC Racing Team           | Team Leopard-Trek         | Team RadioShack           | Bretagne-Schuller           |
| Euskaltel-Euskadi         | Liquigas-Cannondale       | Saxo Bank-Sungard         | Française des Jeux          |
| Team Garmin-Cervélo       | Team Movistar             | Sky ProCycling            |                             |
| Team HTC-High Road        | Omega Pharma-Lotto        | Vacansoleil-DCM           |                             |

## Etappeschema
| Etappe | Datum    | Start - Finish                                   | Afstand (in km) | Type                | Winnaar           |
| ------ | -------- | ------------------------------------------------ | --------------- | ------------------- | ----------------- |
| 1      | 6 maart  | Houdan - Houdan                                  | 154,5           | Vlakke rit          | Thomas De Gendt   |
| 2      | 7 maart  | Montfort-l'Amaury - Amilly                       | 198,5           | Vlakke rit          | Gregory Henderson |
| 3      | 8 maart  | Cosne-Cours-sur-Loire - Nuits-Saint-Georges      | 202,5           | Heuvelrit           | Matthew Goss      |
| 4      | 9 maart  | Crêches-sur-Saône - Belleville                   | 191             | Heuvelrit           | Thomas Voeckler   |
| 5      | 10 maart | Saint-Symphorien-sur-Coise - Vernoux-en-Vivarais | 194             | Bergrit             | Andreas Klöden    |
| 6      | 11 maart | Rognes - Aix-en-Provence                         | 27              | Individuele tijdrit | Tony Martin       |
| 7      | 12 maart | Brignoles - Biot-Sophia Antipolis                | 215,5           | Bergrit             | Rémy Di Grégorio  |
| 8      | 13 maart | Nice - Nice                                      | 121             | Bergrit             | Thomas Voeckler   |

## Etappes

### 1e etappe
De 1e etappe was een rit in lijn over 154,5 km van Houdan terug naar Houdan. De wind speelde een grote rol in deze etappe, met in de finale waaiers tot gevolg. De drie koplopers, Thomas De Gendt, Jérémy Roy en Jens Voigt werden op de streep ingehaald door het peloton, maar de jonge Belg wist toch nog het peloton voor te blijven. Zo werd De Gendt de eerste leider in deze Parijs-Nice.
|    | Renner            | Team                | Tijd     |
| -- | ----------------- | ------------------- | -------- |
| 1  | Thomas De Gendt   | Vacansoleil-DCM     | 4u05'06" |
| 2  | Jérémy Roy        | Française des Jeux  | + 0'01"  |
| 3  | Heinrich Haussler | Team Garmin-Cervélo | z.t.     |
| 4  | Peter Sagan       | Liquigas-Cannondale | z.t.     |
| 5  | Greg Henderson    | Sky ProCycling      | z.t.     |
| 6  | Jens Voigt        | Team Leopard-Trek   | z.t.     |
| 7  | Wouter Weylandt   | Team Leopard-Trek   | z.t.     |
| 8  | Danilo Wyss       | BMC Racing Team     | z.t.     |
| 9  | Romain Feillu     | Vacansoleil-DCM     | z.t.     |
| 10 | Gert Steegmans    | Quick·Step          | z.t.     |

|    | Renner            | Team                | Tijd     |
| -- | ----------------- | ------------------- | -------- |
| 1  | Thomas De Gendt   | Vacansoleil-DCM     | 4u04'53" |
| 2  | Jérémy Roy        | Française des Jeux  | + 0'06"  |
| 3  | Heinrich Haussler | Team Garmin-Cervélo | + 0'09"  |
| 4  | Damien Gaudin     | Team Europcar       | + 0'10"  |
| 5  | Jens Voigt        | Team Leopard-Trek   | + 0'11"  |
| 6  | Romain Feillu     | Vacansoleil-DCM     | + 0'12"  |
| 7  | Peter Sagan       | Liquigas-Cannondale | + 0'13"  |
| 8  | Greg Henderson    | Sky ProCycling      | z.t.     |
| 9  | Wouter Weylandt   | Team Leopard-Trek   | z.t.     |
| 10 | Danilo Wyss       | BMC Racing Team     | z.t.     |

|   | Renner            | Team                | Punten |
| - | ----------------- | ------------------- | ------ |
| 1 | Thomas De Gendt   | Vacansoleil-DCM     | 28 ptn |
| 2 | Jérémy Roy        | Française des Jeux  | 23 ptn |
| 3 | Heinrich Haussler | Team Garmin-Cervélo | 20 ptn |

|   | Renner         | Team              | Punten |
| - | -------------- | ----------------- | ------ |
| 1 | Damien Gaudin  | Team Europcar     | 4 ptn  |
| 2 | Gorka Izagirre | Euskaltel-Euskadi | 2 ptn  |
| 3 | Romain Feillu  | Vacansoleil-DCM   | 1 ptn  |

|   | Renner          | Team                | Punten   |
| - | --------------- | ------------------- | -------- |
| 1 | Thomas De Gendt | Vacansoleil-DCM     | 4u04'53" |
| 2 | Damien Gaudin   | Team Europcar       | + 0'10"  |
| 3 | Peter Sagan     | Liquigas-Cannondale | + 0'13"  |

### 2e etappe
Ook in de 2e etappe was er weer veel wind, maar deze keer kwam het wel tot een echte massaspurt. Daarin bleek dat de Nieuw-Zeelander Greg Henderson de snelste was, voor Matthew Goss en Denis Galimzjanov. De Belg Thomas De Gendt behield de gele leiderstrui.
|    | Renner             | Team                | Tijd     |
| -- | ------------------ | ------------------- | -------- |
| 1  | Greg Henderson     | Sky ProCycling      | 5u00'56" |
| 2  | Matthew Goss       | Team HTC-High Road  | z.t.     |
| 3  | Denis Galimzjanov  | Team Katjoesja      | z.t.     |
| 4  | Heinrich Haussler  | Team Garmin-Cervélo | z.t.     |
| 5  | Peter Sagan        | Liquigas-Cannondale | z.t.     |
| 6  | Romain Feillu      | Vacansoleil-DCM     | z.t.     |
| 7  | Jürgen Roelandts   | Omega Pharma-Lotto  | z.t.     |
| 8  | José Joaquín Rojas | Team Movistar       | z.t.     |
| 9  | Tomas Vaitkus      | Pro Team Astana     | z.t.     |
| 10 | Danilo Wyss        | BMC Racing Team     | z.t.     |

|    | Renner            | Team                | Tijd     |
| -- | ----------------- | ------------------- | -------- |
| 1  | Thomas De Gendt   | Vacansoleil-DCM     | 9u05'48" |
| 2  | Greg Henderson    | Sky ProCycling      | + 0'04"  |
| 3  | Jérémy Roy        | Française des Jeux  | + 0'07"  |
| 4  | Matthew Goss      | Team HTC-High Road  | + 0'08"  |
| 5  | Tony Gallopin     | Cofidis             | z.t.     |
| 6  | Heinrich Haussler | Team Garmin-Cervélo | + 0'10"  |
| 7  | Denis Galimzjanov | Team Katjoesja      | z.t.     |
| 8  | Jens Voigt        | Team Leopard-Trek   | + 0'12"  |
| 9  | Romain Feillu     | Vacansoleil-DCM     | + 0'13"  |
| 10 | Peter Sagan       | Liquigas-Cannondale | + 0'14"  |

|   | Renner            | Team                | Punten |
| - | ----------------- | ------------------- | ------ |
| 1 | Greg Henderson    | Sky ProCycling      | 41 ptn |
| 2 | Heinrich Haussler | Team Garmin-Cervélo | 38 ptn |
| 3 | Peter Sagan       | Liquigas-Cannondale | 34 ptn |

|   | Renner         | Team              | Punten |
| - | -------------- | ----------------- | ------ |
| 1 | Damien Gaudin  | Team Europcar     | 4 ptn  |
| 2 | Gorka Izagirre | Euskaltel-Euskadi | 2 ptn  |
| 3 | Romain Feillu  | Vacansoleil-DCM   | 1 ptn  |

|   | Renner          | Team               | Punten   |
| - | --------------- | ------------------ | -------- |
| 1 | Thomas De Gendt | Vacansoleil-DCM    | 9u05'48" |
| 2 | Matthew Goss    | Team HTC-High Road | + 0'08"  |
| 3 | Tony Gallopin   | Cofidis            | z.t.     |

### 3e etappe
De 3e etappe was er één met enkele heuvels die bedwongen moesten worden. Vijf vluchters konden hun aanvalslust niet bedwingen, maar op 23 km van de streep was de vlucht zo goed als over. Enkel de Fransman Blel Kadri hield stand, en kreeg later nog hulp van zijn landgenoot en nationaal kampioen Thomas Voeckler. Maar op 5 km van de finish was ook hun liedje uitgezongen. Een massaspurt diende zich aan. Maar in de laatste bocht werd de spurt helemaal ontregeld door een val van Peter Sagan die enkele renners mee ten val bracht. Uiteindelijk won Matthew Goss voor Heinrich Haussler en Denis Galimzjanov. Door de bonificatieseconden nam Goss de gele leiderstrui over van Thomas De Gendt.
|    | Renner             | Team                | Tijd     |
| -- | ------------------ | ------------------- | -------- |
| 1  | Matthew Goss       | Team HTC-High Road  | 5u16'48" |
| 2  | Heinrich Haussler  | Team Garmin-Cervélo | z.t.     |
| 3  | Denis Galimzjanov  | Team Katjoesja      | z.t.     |
| 4  | José Joaquín Rojas | Team Movistar       | z.t.     |
| 5  | Geraint Thomas     | Sky ProCycling      | z.t.     |
| 6  | Greg Henderson     | Sky ProCycling      | z.t.     |
| 7  | Anthony Ravard     | AG2R-La Mondiale    | z.t.     |
| 8  | Francesco Gavazzi  | Lampre-ISD          | z.t.     |
| 9  | Romain Feillu      | Vacansoleil-DCM     | z.t.     |
| 10 | Valerio Agnoli     | Liquigas-Cannondale | z.t.     |

|    | Renner            | Team                | Tijd      |
| -- | ----------------- | ------------------- | --------- |
| 1  | Matthew Goss      | Team HTC-High Road  | 14u22'34" |
| 2  | Thomas De Gendt   | Vacansoleil-DCM     | + 0'02"   |
| 3  | Heinrich Haussler | Team Garmin-Cervélo | + 0'06"   |
| 4  | Greg Henderson    | Sky ProCycling      | z.t.      |
| 5  | Denis Galimzjanov | Team Katjoesja      | + 0'08"   |
| 6  | Jérémy Roy        | Française des Jeux  | + 0'09"   |
| 7  | Tony Gallopin     | Cofidis             | + 0'10"   |
| 8  | Cyril Gautier     | Team Europcar       | + 0'11"   |
| 9  | Cédric Pineau     | Française des Jeux  | z.t.      |
| 10 | Jens Voigt        | Team Leopard-Trek   | + 0'14"   |

|   | Renner            | Team                | Punten |
| - | ----------------- | ------------------- | ------ |
| 1 | Heinrich Haussler | Team Garmin-Cervélo | 60 ptn |
| 2 | Greg Henderson    | Sky ProCycling      | 56 ptn |
| 3 | Matthew Goss      | Team HTC-High Road  | 55 ptn |

|   | Renner          | Team               | Punten |
| - | --------------- | ------------------ | ------ |
| 1 | Jussi Veikkanen | Omega Pharma-Lotto | 7 ptn  |
| 2 | Cyril Gautier   | Team Europcar      | 5 ptn  |
| 3 | Damien Gaudin   | Team Europcar      | 4 ptn  |

|   | Renner            | Team               | Punten    |
| - | ----------------- | ------------------ | --------- |
| 1 | Matthew Goss      | Team HTC-High Road | 14u22'34" |
| 2 | Thomas De Gendt   | Vacansoleil-DCM    | + 0'02"   |
| 3 | Denis Galimzjanov | Team Katjoesja     | + 0'08"   |

### 4e etappe
De 4e etappe bracht de renners van Crêches-sur-Saône naar Belleville, met onderweg zeven hellingen. Vijf vluchters reden heel de dag op kop: de Fransen Rémy Di Grégorio, Thomas Voeckler en Rémi Pauriol, en de Belgen Thomas De Gendt en Francis De Greef, die later moest afhaken. Pauriol kwam op 6 van de 7 hellingen eerste boven, en nam vanzelfsprekend zo de bollentrui over. En net als in de eerste etappe bleven de koplopers het peloton net voor. Voeckler pakte de ritzege, De Gendt nam de gele leiderstrui, en bijgevolg ook de witte jongerentrui terug over van Matthew Goss.
|    | Renner            | Team                | Tijd     |
| -- | ----------------- | ------------------- | -------- |
| 1  | Thomas Voeckler   | Team Europcar       | 5u04'20" |
| 2  | Rémi Pauriol      | Française des Jeux  | z.t.     |
| 3  | Thomas De Gendt   | Vacansoleil-DCM     | z.t.     |
| 4  | Rémy Di Grégorio  | Pro Team Astana     | z.t.     |
| 5  | Heinrich Haussler | Team Garmin-Cervélo | + 0'13"  |
| 6  | Peter Sagan       | Liquigas-Cannondale | z.t.     |
| 7  | Romain Feillu     | Vacansoleil-DCM     | z.t.     |
| 8  | Samuel Dumoulin   | Cofidis             | z.t.     |
| 9  | Grega Bole        | Lampre-ISD          | z.t.     |
| 10 | Danilo Wyss       | BMC Racing Team     | z.t.     |

|    | Renner            | Team                | Tijd      |
| -- | ----------------- | ------------------- | --------- |
| 1  | Thomas De Gendt   | Vacansoleil-DCM     | 19u26'46" |
| 2  | Thomas Voeckler   | Team Europcar       | + 0'10"   |
| 3  | Rémi Pauriol      | Française des Jeux  | + 0'16"   |
| 4  | Matthew Goss      | Team HTC-High Road  | + 0'21"   |
| 5  | Rémy Di Grégorio  | Pro Team Astana     | + 0'24"   |
| 6  | Heinrich Haussler | Team Garmin-Cervélo | + 0'27"   |
| 7  | Greg Henderson    | Sky ProCycling      | z.t.      |
| 8  | Jérémy Roy        | Française des Jeux  | + 0'30"   |
| 9  | Tony Gallopin     | Cofidis             | + 0'31"   |
| 10 | Cyril Gautier     | Team Europcar       | + 0'32"   |

|   | Renner            | Team                | Punten |
| - | ----------------- | ------------------- | ------ |
| 1 | Heinrich Haussler | Team Garmin-Cervélo | 76 ptn |
| 2 | Greg Henderson    | Sky ProCycling      | 56 ptn |
| 3 | Thomas De Gendt   | Vacansoleil-DCM     | 55 ptn |

|   | Renner           | Team               | Punten |
| - | ---------------- | ------------------ | ------ |
| 1 | Rémi Pauriol     | Française des Jeux | 35 ptn |
| 2 | Rémy Di Grégorio | Pro Team Astana    | 19 ptn |
| 3 | Thomas De Gendt  | Vacansoleil-DCM    | 15 ptn |

|   | Renner          | Team               | Punten    |
| - | --------------- | ------------------ | --------- |
| 1 | Thomas De Gendt | Vacansoleil-DCM    | 19u26'46" |
| 2 | Matthew Goss    | Team HTC-High Road | + 0'21"   |
| 3 | Tony Gallopin   | Cofidis            | + 0'31"   |

### 5e etappe
De 5e etappe was de eerste bergetappe in deze editie van Parijs-Nice. Met zeven beklimmingen, waar de laatste een van eerste categorie was met de top op 9 km van de streep, was dit een eerste grote test voor de favorieten op de eindzege. En de schifting kwam er ook. Een kopgroep van acht renners sprintte voor de eindzege, en uiteindelijk was het de Duitser Andreas Klöden die de Spanjaard en Olympisch Kampioen Samuel Sánchez wist te verslaan. Klöden nam zo ook de gele leiderstrui over van Thomas De Gendt, die meer dan een kwartier verloor op de rest.
|    | Renner             | Team               | Tijd     |
| -- | ------------------ | ------------------ | -------- |
| 1  | Andreas Klöden     | Team RadioShack    | 4u59'00" |
| 2  | Samuel Sánchez     | Euskaltel-Euskadi  | z.t.     |
| 3  | Matteo Carrara     | Vacansoleil-DCM    | z.t.     |
| 4  | Tony Martin        | Team HTC-High Road | z.t.     |
| 5  | Rein Taaramäe      | Cofidis            | z.t.     |
| 6  | Robert Kiserlovski | Pro Team Astana    | z.t.     |
| 7  | Janez Brajkovič    | Team RadioShack    | z.t.     |
| 8  | Xavier Tondó       | Team Movistar      | z.t.     |
| 9  | Luis León Sánchez  | Rabobank           | + 0'18"  |
| 10 | Pierre Rolland     | Team Europcar      | + 0'19"  |

|    | Renner             | Team               | Tijd      |
| -- | ------------------ | ------------------ | --------- |
| 1  | Andreas Klöden     | Team RadioShack    | 24u26'13" |
| 2  | Samuel Sánchez     | Euskaltel-Euskadi  | + 0'04"   |
| 3  | Matteo Carrara     | Vacansoleil-DCM    | + 0'06"   |
| 4  | Tony Martin        | Team HTC-High Road | + 0'10"   |
| 5  | Robert Kiserlovski | Pro Team Astana    | z.t.      |
| 6  | Janez Brajkovič    | Team RadioShack    | z.t.      |
| 7  | Xavier Tondó       | Team Movistar      | z.t.      |
| 8  | Rein Taaramäe      | Cofidis            | z.t.      |
| 9  | Luis León Sánchez  | Rabobank           | + 0'28"   |
| 10 | Roman Kreuziger    | Pro Team Astana    | + 0'29"   |

|   | Renner            | Team                | Punten |
| - | ----------------- | ------------------- | ------ |
| 1 | Heinrich Haussler | Team Garmin-Cervélo | 76 ptn |
| 2 | Greg Henderson    | Sky ProCycling      | 56 ptn |
| 3 | Romain Feillu     | Vacansoleil-DCM     | 56 ptn |

|   | Renner           | Team               | Punten |
| - | ---------------- | ------------------ | ------ |
| 1 | Rémi Pauriol     | Française des Jeux | 39 ptn |
| 2 | Lieuwe Westra    | Vacansoleil-DCM    | 25 ptn |
| 3 | Rémy Di Grégorio | Pro Team Astana    | 19 ptn |

|   | Renner             | Team            | Punten    |
| - | ------------------ | --------------- | --------- |
| 1 | Robert Kiserlovski | Pro Team Astana | 24u26'23" |
| 2 | Rein Taaramäe      | Cofidis         | z.t.      |
| 3 | Roman Kreuziger    | Pro Team Astana | + 0'19"   |

### 6e etappe
De 6e etappe was een individuele tijdrit over 27 km over geaccidenteerd terrein. In deze tijdrit overklaste de Duitser Tony Martin allen en iedereen. Hij won met 20 seconden voorsprong op Bradley Wiggins en 29 seconden op Richie Porte. Leider Andreas Klöden gaf 46 seconden toe, en moest zo de gele leiderstrui afgeven aan dagwinnaar Martin.
|    | Renner                 | Team                | Tijd    |
| -- | ---------------------- | ------------------- | ------- |
| 1  | Tony Martin            | Team HTC-High Road  | 33'24"  |
| 2  | Bradley Wiggins        | Sky ProCycling      | + 0'20" |
| 3  | Richie Porte           | Saxo Bank-Sungard   | + 0'29" |
| 4  | Andreas Klöden         | Team RadioShack     | + 0'46" |
| 5  | Jean-Christophe Peraud | AG2R-La Mondiale    | + 0'55" |
| 6  | Lieuwe Westra          | Vacansoleil-DCM     | + 0'57" |
| 7  | Andrew Talansky        | Team Garmin-Cervélo | + 1'05" |
| 8  | Rein Taaramäe          | Cofidis             | + 1'10" |
| 9  | Levi Leipheimer        | Team RadioShack     | z.t.    |
| 10 | Tejay van Garderen     | Team HTC-High Road  | + 1'29" |

|    | Renner                 | Team               | Tijd      |
| -- | ---------------------- | ------------------ | --------- |
| 1  | Tony Martin            | Team HTC-High Road | 24u59'47" |
| 2  | Andreas Klöden         | Team RadioShack    | + 0'36"   |
| 3  | Bradley Wiggins        | Sky ProCycling     | + 0'39"   |
| 4  | Rein Taaramäe          | Cofidis            | + 1'10"   |
| 5  | Jean-Christophe Peraud | AG2R-La Mondiale   | + 1'14"   |
| 6  | Levi Leipheimer        | Team RadioShack    | + 1'29"   |
| 7  | Janez Brajkovič        | Team RadioShack    | + 1'32"   |
| 8  | Samuel Sánchez         | Euskaltel-Euskadi  | + 1'37"   |
| 9  | Xavier Tondó           | Team Movistar      | + 1'51"   |
| 10 | Bauke Mollema          | Rabobank           | + 1'57"   |

|   | Renner            | Team                | Punten |
| - | ----------------- | ------------------- | ------ |
| 1 | Heinrich Haussler | Team Garmin-Cervélo | 79 ptn |
| 2 | Thomas De Gendt   | Vacansoleil-DCM     | 61 ptn |
| 3 | Greg Henderson    | Sky ProCycling      | 56 ptn |

|   | Renner           | Team               | Punten |
| - | ---------------- | ------------------ | ------ |
| 1 | Rémi Pauriol     | Française des Jeux | 39 ptn |
| 2 | Lieuwe Westra    | Vacansoleil-DCM    | 25 ptn |
| 3 | Rémy Di Grégorio | Pro Team Astana    | 19 ptn |

|   | Renner             | Team            | Punten    |
| - | ------------------ | --------------- | --------- |
| 1 | Rein Taaramäe      | Cofidis         | 25u00'57" |
| 2 | Bauke Mollema      | Rabobank        | + 0'47"   |
| 3 | Robert Kiserlovski | Pro Team Astana | + 1'21"   |

### 7e etappe
De zevende en voorlaatste etappe ging gepaard met veel wind, regen en spektakel. Onderweg lagen ook nog eens vijf beklimmingen, waarvan twee van eerste categorie. Twee renners, Karsten Kroon en Eric Berthou, konden in een chaotische beginfase wegspringen uit het peloton. Achter hen werd er veel gevallen. Zo brak Martijn Maaskant zeven ribben. Verder waren er ook opgaves door de kou van onder andere Peter Sagan en Fränk Schleck. In de slotfase op een plaatselijk parcours, werden eerst Berthou en daarna ook Kroon gegrepen, en dat was voor Rémy Di Grégorio het signaal om aan te vallen. Hij sloeg snel een kloofje van om en bij de 20 seconden. In het peloton waren er nog enkele tegenaanvallen, maar ze waren allemaal onsuccesvol. Di Grégorio won zo de etappe, met een handvol seconden voor op het peloton, waar de sprint voor de tweede plaats gewonnen werd door Samuel Sánchez.
|    | Renner           | Team               | Tijd     |
| -- | ---------------- | ------------------ | -------- |
| 1  | Rémy Di Grégorio | Pro Team Astana    | 5u46'23" |
| 2  | Samuel Sánchez   | Euskaltel-Euskadi  | + 0'05"  |
| 3  | Rigoberto Urán   | Sky ProCycling     | z.t.     |
| 4  | Andreas Klöden   | Team RadioShack    | + 0'07"  |
| 5  | Tony Martin      | Team HTC-High Road | z.t.     |
| 6  | Rein Taaramäe    | Cofidis            | z.t.     |
| 7  | Janez Brajkovič  | Team RadioShack    | + 0'09"  |
| 8  | Bradley Wiggins  | Sky ProCycling     | z.t.     |
| 9  | Xavier Tondó     | Team Movistar      | z.t.     |
| 10 | Maxime Monfort   | Team Leopard-Trek  | + 0'11"  |

|    | Renner                 | Team               | Tijd      |
| -- | ---------------------- | ------------------ | --------- |
| 1  | Tony Martin            | Team HTC-High Road | 30u46'17" |
| 2  | Andreas Klöden         | Team RadioShack    | + 0'36"   |
| 3  | Bradley Wiggins        | Sky ProCycling     | + 0'41"   |
| 4  | Rein Taaramäe          | Cofidis            | + 1'10"   |
| 5  | Jean-Christophe Peraud | AG2R-La Mondiale   | + 1'21"   |
| 6  | Samuel Sánchez         | Euskaltel-Euskadi  | + 1'29"   |
| 7  | Janez Brajkovič        | Team RadioShack    | + 1'34"   |
| 8  | Levi Leipheimer        | Team RadioShack    | + 1'36"   |
| 9  | Xavier Tondó           | Team Movistar      | + 1'53"   |
| 10 | Bauke Mollema          | Rabobank           | + 2'04"   |

|   | Renner            | Team                | Punten |
| - | ----------------- | ------------------- | ------ |
| 1 | Heinrich Haussler | Team Garmin-Cervélo | 82 ptn |
| 2 | Andreas Klöden    | Team RadioShack     | 62 ptn |
| 3 | Thomas De Gendt   | Vacansoleil-DCM     | 61 ptn |

|   | Renner        | Team               | Punten |
| - | ------------- | ------------------ | ------ |
| 1 | Rémi Pauriol  | Française des Jeux | 49 ptn |
| 2 | Lieuwe Westra | Vacansoleil-DCM    | 34 ptn |
| 3 | Eric Berthou  | Bretagne-Schuller  | 27 ptn |

|   | Renner             | Team            | Punten    |
| - | ------------------ | --------------- | --------- |
| 1 | Rein Taaramäe      | Cofidis         | 30u47'27" |
| 2 | Bauke Mollema      | Rabobank        | + 0'54"   |
| 3 | Robert Kiserlovski | Pro Team Astana | + 1'51"   |

### 8e etappe
De slotetappe van deze Parijs-Nice was traditioneel een lus van Nice terug naar Nice, met de streep na de afdaling van de legendarische beklimming van de Col d'Eze. Het was de Franse kampioen Thomas Voeckler die zijn medevluchters in de beklimming en in de afdaling achterliet, en zo zijn tweede ritzege boekte in deze Parijs-Nice voor tweevoudig wereldkampioen bij de junioren Diego Ulissi. In het peloton waren er geen aanvallen meer op de gele leiderstrui van Tony Martin. Enkel Olympisch Kampioen Samuel Sánchez viel aan, en wist zo nog een plaatsje op te schuiven in het algemene klassement. De eindoverwinning was dus voor Martin. De groene trui bleef om de schouders van Heinrich Haussler, net zoals de bollen bij Rémi Pauriol en de witte trui bij Rein Taaramäe.
|    | Renner             | Team              | Tijd     |
| -- | ------------------ | ----------------- | -------- |
| 1  | Thomas Voeckler    | Team Europcar     | 3u15'58" |
| 2  | Diego Ulissi       | Lampre-ISD        | + 0'23"  |
| 3  | Julien El Fares    | Cofidis           | + 1'06"  |
| 4  | Samuel Sánchez     | Euskaltel-Euskadi | z.t.     |
| 5  | David López García | Team Movistar     | z.t.     |
| 6  | Matteo Carrara     | Vacansoleil-DCM   | + 1'08"  |
| 7  | Gorka Izagirre     | Euskaltel-Euskadi | + 1'12"  |
| 8  | José Joaquín Rojas | Team Movistar     | + 1'22"  |
| 9  | Simon Špilak       | Lampre-ISD        | z.t.     |
| 10 | Tomas Vaitkus      | Pro Team Astana   | z.t.     |

|    | Renner                 | Team               | Tijd      |
| -- | ---------------------- | ------------------ | --------- |
| 1  | Tony Martin            | Team HTC-High Road | 34u03'37" |
| 2  | Andreas Klöden         | Team RadioShack    | + 0'36"   |
| 3  | Bradley Wiggins        | Sky ProCycling     | + 0'41"   |
| 4  | Rein Taaramäe          | Cofidis            | + 1'10"   |
| 5  | Samuel Sánchez         | Euskaltel-Euskadi  | + 1'13"   |
| 6  | Jean-Christophe Peraud | AG2R-La Mondiale   | + 1'24"   |
| 7  | Janez Brajkovič        | Team RadioShack    | + 1'34"   |
| 8  | Levi Leipheimer        | Team RadioShack    | + 1'36"   |
| 9  | Bauke Mollema          | Rabobank           | + 2'04"   |
| 10 | Maxime Monfort         | Team Leopard-Trek  | + 2'26"   |

|   | Renner            | Team                | Punten |
| - | ----------------- | ------------------- | ------ |
| 1 | Heinrich Haussler | Team Garmin-Cervélo | 84 ptn |
| 2 | Andreas Klöden    | Team RadioShack     | 70 ptn |
| 3 | Samuel Sánchez    | Euskaltel-Euskadi   | 67 ptn |

|   | Renner             | Team               | Punten |
| - | ------------------ | ------------------ | ------ |
| 1 | Rémi Pauriol       | Française des Jeux | 56 ptn |
| 2 | Thomas Voeckler    | Team Europcar      | 29 ptn |
| 3 | David López García | Team Movistar      | 28 ptn |

|   | Renner        | Team       | Punten    |
| - | ------------- | ---------- | --------- |
| 1 | Rein Taaramäe | Cofidis    | 34u04'47" |
| 2 | Bauke Mollema | Rabobank   | + 0'54"   |
| 3 | Simon Špilak  | Lampre-ISD | + 2'14"   |

1933 · 1934 · 1935 · 1936 · 1937 · 1938 · 1939 · 1940-1945 · 1946 · 1947-1950 · 1951 · 1952 · 1953 · 1954 · 1955 · 1956 · 1957 · 1958 · 1959 · 1960 · 1961 · 1962 · 1963 · 1964 · 1965 · 1966 · 1967 · 1968 · 1969 · 1970 · 1971 · 1972 · 1973 · 1974 · 1975 · 1976 · 1977 · 1978 · 1979 · 1980 · 1981 · 1982 · 1983 · 1984 · 1985 · 1986 · 1987 · 1988 · 1989 · 1990 · 1991 · 1992 · 1993 · 1994 · 1995 · 1996 · 1997 · 1998 · 1999 · 2000 · 2001 · 2002 · 2003 · 2004 · 2005 · 2006 · 2007 · 2008 · 2009 · 2010 · 2011 · 2012 · 2013 · 2014 · 2015 · 2016 · 2017 · 2018 · 2019 · 2020 · 2021 · 2022 · 2023 · 2024 · 2025
 Tour Down Under · 
 Parijs-Nice · 
 Tirreno-Adriatico · 
 Milaan-San Remo · 
 Ronde van Catalonië · 
 Gent-Wevelgem · 
 Ronde van Vlaanderen · 
 Ronde van het Baskenland · 
 Parijs-Roubaix · 
 Amstel Gold Race · 
 Waalse Pijl · 
 Luik-Bastenaken-Luik · 
 Ronde van Romandië · 
 Ronde van Italië · 
 Critérium du Dauphiné · 
 Ronde van Zwitserland · 
 Ronde van Frankrijk · 
 Clásica San Sebastián · 
 Ronde van Polen · 
  Eneco Tour · 
 Ronde van Spanje · 
 Vattenfall Cyclassics · 
 GP Ouest France-Plouay · 
 Grote Prijs van Quebec · 
 Grote Prijs van Montreal · 
 Ronde van Peking · 
 Ronde van Lombardije